# Страмниця (Великопольське воєводство)
Страмниця (пол. Stramnica) — село в Польщі, у гміні Казьмеж Шамотульського повіту Великопольського воєводства.
У 1975-1998 роках село належало до Познанського воєводства.